# Paranyctimene
Paranyctimene és un gènere de ratpenats de nas tubular que viuen a Papua Occidental (Indonèsia) i Papua Nova Guinea. El gènere conté dues espècies: el ratpenat de nas tubular petit (P. raptor) i el ratpenat de nas tubular tenaç (P. tenax).